# Bit (værktøj)
 For alternative betydninger, se Bit (flertydig).
En bit (eller skruebit) er en udskiftelig del i enden af en skruemaskine eller skruetrækker. Den bruges til at skrue skruer i forskellige materialer. Skruerne kan have forskellige typer kærv, derfor kan det være praktisk at kunne skifte dem ud. De er typisk lavet af hårde metaller som stål for at undgå, at bitten brækker eller bliver bøjet, når man skruer en skrue i.